# Max Linder pratique tous les sports
Max Linder pratique tous les sports es un cortometraje mudo de 1913 dirigido y protagonizado por Max Linder.

## Trama
Max lee un periódico que habla sobre Gladys Maxence, una millonaria estadounidense, quién busca a un joven deportista para poder casarse con él. Max se convierte en su pretendiente y cuatro personas más. Maxence decide someterlos a varios eventos deportivos (equitación, esgrima, patinaje sobre ruedas, salto con pértiga, boxeo, carreras en avión, natación y paseos en bote). Al final, Max y Willy terminan empatados. Con Willy terminando ganando la carrera de autos y con Max, quién está tomando riesgos, sufre un accidente menor, fingiendo estar inconsciente, terminando ganando el corazón de Gladys.

## Protagonistas
- Max Linder como Max
- Lucy d'Orbel como Gladys Maxence
- Charles de Rochefort como Willy